# Ottergem
Ottergem is een dorp in de Belgische provincie Oost-Vlaanderen en een deelgemeente van Erpe-Mere, het was een zelfstandige gemeente tot aan de gemeentelijke herindeling van 1977. Ottergem ligt in de Denderstreek aan de Molenbeek en wordt omringd door Erondegem, Erpe, Mere, Bambrugge en zijn gehucht Egem, Vlekkem en Vlierzele (deelgemeente Sint-Lievens-Houtem).
De Ottergemenaren kregen de bijnaam "de advokaten".

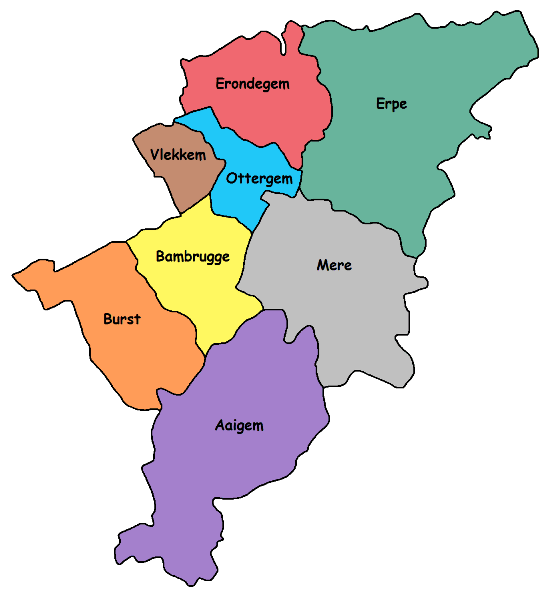
Ligging van Ottergem in Erpe-Mere

## Geschiedenis
Rond het begin van de 19e eeuw was Ottergem een van de kleinste dorpen van het arrondissement Dendermonde. Met 155 hectare en 520 zielen was het een stuk kleiner dan omliggende dorpen.
Het dorp wordt voor het eerst genoemd in een officieel document in 1036. In dit charter, waarin keizer Koenraad II de Sint-Pietersabdij te Gent en haar bezittingen erkent, spreekt men van et in Bursinghem et terram in Ottringhem et terram in Flachem. Al in 1142 sprak men van Ottergem, maar ook variaties als Ottrenghem, Ottregem en Oterghem zijn bekend. De naam zou volgens de historicus De Smet afgeleid zijn van de otter, al claimde zijn collega Föstermann dat de naam is afgeleid van een persoonsnaam.
Het dorp was eigendom van de Graaf van Vlaanderen, maar werd regelmatig uitgegeven als heerlijkheid. Vanaf de 15e eeuw betrof dit de families Van Erpe, de Schoutheete, de Wilde en de Norman. In 1773 werd Ottergem een zelfstandige parochie, onafhankelijk van die van Erondegem.

Omstreeks 1900 was de voornaamste nijverheid in het dorp te vinden bij een watermolen en een olieslagerij..
In 2018 maakten De Wanzeelse Kineasten voor Erfgoedcel Denderland opnames van verschillende dialecten, waaronder het Ottergems.

## Demografische ontwikkeling
- Bronnen:NIS, Opm:1831 tot en met 1970=volkstellingen; 1976 = inwoneraantal op 31 december

## Bezienswaardigheden
- de Sint-Paulus-Bekeringkerk. Jan Coppens is zowel pastoor van Ottergem, Mere als Erpe. Ottergem behoort tot het dekenaat van Aalst sedert 2016. Daarvoor maakte het deel uit van het dekenaat van Lede.
- de "De Watermeulen", in de Ruststraat 10-12 aan de Molenbeek. Deze watermolen is een bovenslag watermolen en is beschermd[3]. Ooit was het een korenmolen en een oliemolen. Later werd hij enkel nog als korenmolen gebruikt.

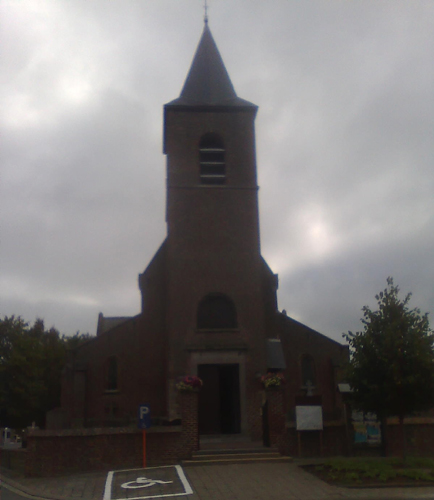
Sint-Paulus-Bekeringkerk (vooraangezicht)
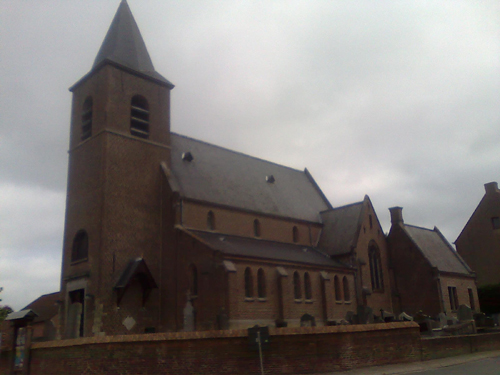
Sint-Paulus-Bekeringkerk (zijaangezicht)
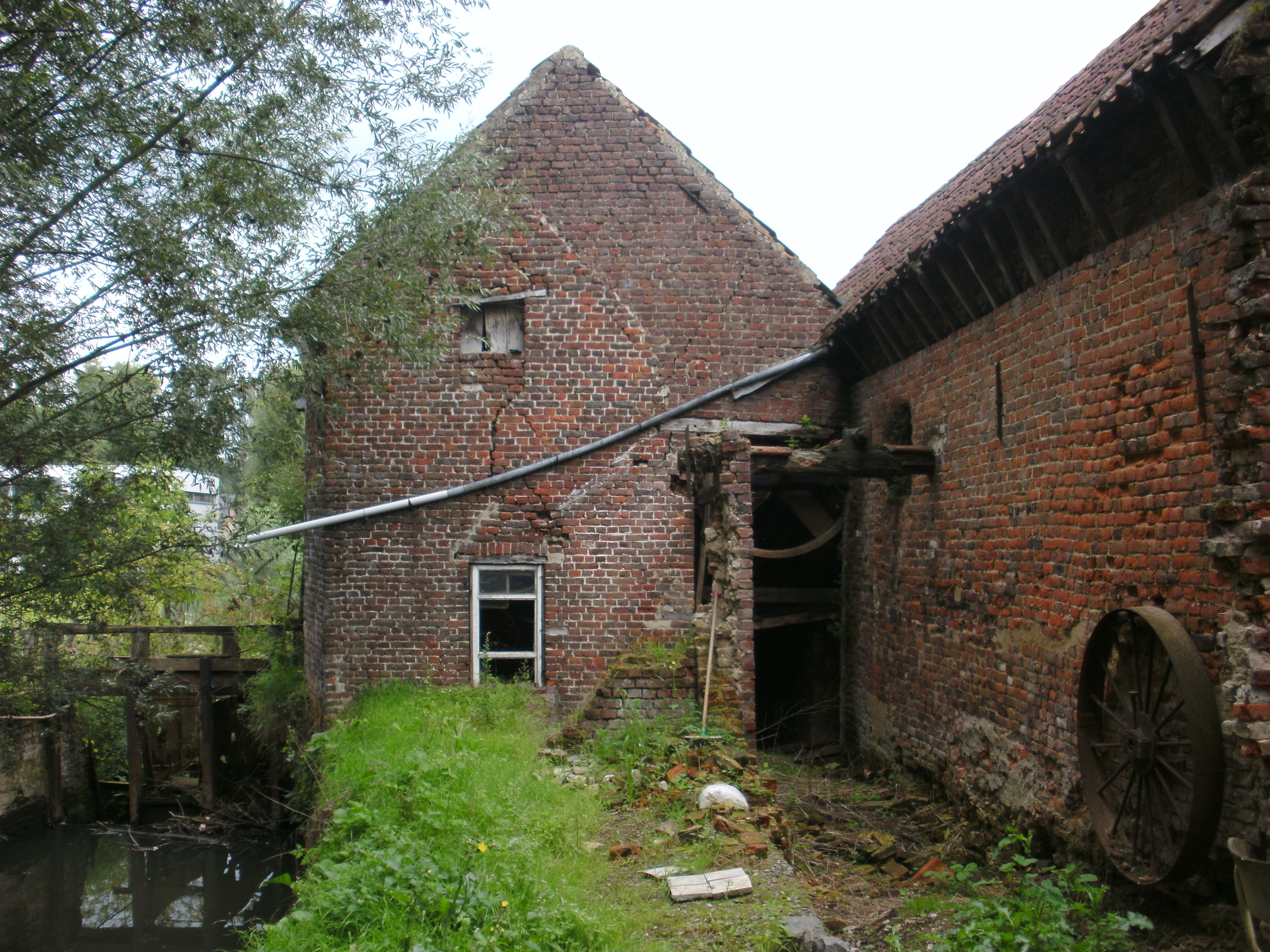
"De Watermeulen"

## Natuur en landschap
Ottergem ligt in Zandlemig Vlaanderen op een hoogte van 19-46 meter. De Molenbeek loopt ten westen van de kom van Ottergem in noordelijke richting.

## Toerisme
Door dit dorp loopt onder meer de Molenbeekroute.

## Nabijgelegen kernen
Vlekkem, Bambrugge, Mere, Erondegem
Deelgemeenten: Aaigem · Bambrugge · Burst · Erondegem · Erpe · Mere · Ottergem · Vlekkem

Gehuchten: Edixvelde (deels) · Egem

Belgische gemeenten · Arrondissement Aalst · Oost-Vlaanderen · Vlaanderen
1. ↑  Website Erpe-Mere
2. ↑  Sonja Ottoy; Wanzeelse Kineasten, Dialectopname - Ottergem - Sonja vertelt over haar nonkel Omer (video). madeindenderland.be. Erfgoedcel Denderland (2018). Geraadpleegd op 6 januari 2019. “Sonja Ottoy vertelt over haar nonkel Omer. Omer De Boeck werd geboren in 1911 en was slager en graag geziene gast in cafés van Ottergem en Aalst.”
3. ↑  Watermolen - Fiche Onroerend Erfgoed